# Xã Jackson, Quận Geary, Kansas
Xã Jackson (tiếng Anh: Jackson Township) là một xã thuộc quận Geary, tiểu bang Kansas, Hoa Kỳ. Năm 2010, dân số của xã này là 59 người.